# Katy Curd
Katy Curd (27 de abril de 1989) es una deportista británica que compitió en ciclismo de montaña en la disciplina de campo a través para cuatro. Ganó una medalla de oro en el Campeonato Europeo de Ciclismo de Montaña de 2012.

## Palmarés internacional
| Campeonato Europeo | Campeonato Europeo       | Campeonato Europeo | Campeonato Europeo    |
| Año                | Lugar                    | Medalla            | Competición           |
| ------------------ | ------------------------ | ------------------ | --------------------- |
| 2012               | Szczawno-Zdrój (Polonia) | Medalla de oro     | Campo a través para 4 |